# Аттестат
Аттеста́т (лат. attestatum — свидетельство) — вид документа. Это может быть документ, подтверждающий получение определённого уровня образования (образовательного ценза), или выдаваемый при присвоении учёного звания доцента или профессора, или в некоторых других случаях.

## Аттестат об общем образовании
В России гражданам выдаются аттестаты об основном общем образовании выпускникам 9 классов общеобразовательных учреждений, аттестаты о среднем (полном) общем образовании выпускникам 11 классов.
По окончании 9-ти классов ставятся оценки по предметам, изучаемым с 5 по 9 класс:
1. Русский язык
2. Математика
3. Родной язык (с указанием изучаемого языка)
4. Родная литература (с указанием изучаемого языка)
5. Литература
6. История России. Всеобщая история
7. Обществознание
8. География
9. Физика
10. Биология
11. Химия
12. Иностранный язык (с указанием изучаемого языка)
13. Второй иностранный язык (с указанием изучаемого языка, не во всех учебных планах)
14. Основы безопасности и защиты Родины
15. Информатика
16. Физическая культура
17. Технология
18. Искусство
19. Музыка
20. Черчение (не во всех учебных планах)

Также в аттестате могут ставится оценки по другим дополнительным предметам (не во всех учебных планах), все зависит от школы (например: основы светской этики, компьютерная безопасность и т.д.).
Оценка ставится в аттестат при условии, что экзамен по предмету сдан не ниже, чем на 3 (удовлетворительно). Если предмет не сдавали, то ставится последняя годовая (итоговая) оценка.
По окончании 11-ти классов ставятся оценки по предметам, изучаемым с 10 по 11 класс:
1. Русский язык
2. Математика
3. Литература
4. История
5. Обществознание
6. География
7. Физика
8. Химия
9. Биология
10. Астрономия
11. Иностранный язык (с указанием изучаемого языка)
12. Второй иностранный язык (с указанием изучаемого языка, не во всех учебных планах)
13. Основы безопасности жизнедеятельности
14. Информатика
15. Физическая культура
16. Экономика (не во всех учебных планах)
17. Право (не во всех учебных планах)
18. МХК (не во всех учебных планах)
19. Технология (не во всех учебных планах)

Оценка в аттестат определяется как среднее арифметическое полугодовых (триместровых) и годовых оценок за 10 и 11 класс и выставляются в аттестат целыми числами в соответствии с правилами математического округления. Таким образом, если средняя арифметическая оценка 3,5 или 4,5, то в аттестат выставляется 4 или 5 соответственно. Если выпускник не преодолевает минимальный порог ЕГЭ по русскому языку или по математике, то аттестат ему не выдаётся. Если выпускник не преодолевает порог ЕГЭ по дополнительному предмету, то его итоговая оценка не изменяется.

## Разновидности аттестатов
- Галерея
- Аттестат второй степени участнику смотра ВДНХ. Разворот. 1960-е. Художник: А. В. Борисов
- Разновидности аттестата, выдававшегося по окончании школы в России с 2010 по 2013 годы
- Аттестат о среднем общем образовании с 2014 г.
- Аттестат о присвоении звания доцента Аркадию Ильичу Осташеву